# George Harrison (nuotatore)
George Prifold Harrison (Berkeley, 9 aprile 1939 – 3 ottobre 2011) è stato un nuotatore statunitense.

## Palmarès
- Olimpiadi

Roma 1960: oro nella staffetta 4x200m stile libero
- Giochi panamericani

Chicago 1959: argento nei 400m stile libero